# Seznam krajev Unescove svetovne dediščine v Estoniji
Svetovna dediščina Organizacije Združenih narodov za izobraževanje, znanost in kulturo (UNESCO) je pomembna za kulturno ali naravno dediščino, kot je opisano v Unescovi konvenciji o svetovni dediščini, ustanovljeni leta 1972. Estonija je konvencijo sprejela 27. oktobra 1995, zaradi česar so njena zgodovinska mesta upravičena do vključitve na seznam. Prvo območje, dodano na seznam, je bilo zgodovinsko središče (staro mestno jedro) Talina leta 1997. Drugo območje, Struvejev geodetski lok, je bilo dodano leta 2005. To je transnacionalno območje in si ga deli z devetimi drugimi državami. Obe lokaciji sta kulturni znamenitosti. Poleg svojih območij svetovne dediščine ima Estonija tudi tri nepremičnine na svojem poskusnem seznamu. 

## Svetovna dediščina
Unesco navaja območja po desetih merilih; vsaka prijava mora izpolnjevati vsaj enega od kriterijev. Kriteriji od i do vi so kulturni, od vii do x pa naravni.
| Ime                                              | Slika                 | Lokacija                    | Leto vpisa | UNESCO kriterij              | Opis |
| ------------------------------------------------ | --------------------- | --------------------------- | ---------- | ---------------------------- | --- |
| Zgodovinsko središče (staro mestno jedro) Talina | Tallinn old town      | Talin                       | 1997       | 822; ii, iv (kulturno)       | Zgodovinsko središče Talina je izjemen primer srednjeveškega severnoevropskega trgovskega mesta. Mesto se je začelo okoli gradu iz 13. stoletja, ki so ga zgradili vitezi Tevtonskega reda. Od 13. do 16. stoletja je bilo mesto pomembno središče Hanzeatske lige in ena najbolj oddaljenih postojank lige. Hanzeatski Talin je bil bogato mesto, kar dokazujejo razkošne javne stavbe, vključno s cerkvami, mestno hišo in trgovskimi hišami. Obzidje Talina, zgrajeno v 13. stoletju, je v veliki meri ohranjeno še danes. |
| Struvejev geodetski lok*                         | Old Tartu Observatory | župnija Väike-Maarja, Tartu | 2005       | 1187, ii, iii, vi (kulturno) | Struvejev geodetski lok je niz triangulacijskih točk, ki se raztezajo na razdalji 2820 kilometrov od Hammerfesta na Norveškem do Črnega morja. Točke je postavil v raziskavi astronom Friedrich Georg Wilhelm von Struve, ki je prvi izvedel natančno izmero dolgega odseka poldnevnika, kar je pomagalo ugotoviti velikost in obliko Zemlje. Prvotno je bilo 265 postajnih točk. Svetovna dediščina vključuje 34 točk v desetih državah (od severa proti jugu: Norveška, Švedska, Finska, Rusija, Estonija, Latvija, Litva, Belorusija, Moldavija, Ukrajina), od tega tri v Estoniji. Na sliki je Stari observatorij Univerze v Tartuju. |

## Poskusni seznam
Poleg območij, vpisanih na Seznam svetovne dediščine, lahko države članice vodijo seznam začasnih območij, ki jih lahko upoštevajo pri nominaciji. Nominacije za seznam svetovne dediščine so sprejete samo, če je bilo območje predhodno uvrščeno na poskusni seznam. As of 2019, Estonia lists three properties on its tentative list.
| Ime                                                                                           | Slika                 | Lokacija        | Leto vpisa | UNESCO kriterij            | Opis |
| --------------------------------------------------------------------------------------------- | --------------------- | --------------- | ---------- | -------------------------- | --- |
| Trdnjava Kuressaare                                                                           | Kuressaare Castle     | Kuressaare      | 2002       | iv (kulturno)              | Trdnjava Kuressaare se prvič omenja leta 1381. Zgrajena je bila za škofa v poznogotskem slogu. Med 15. in 17. stoletjem so bile dodane okoliške utrdbe, nekatere so bile kasneje odstranjene, nekatere pa obnovljene v 20. stoletju. Danes je trdnjava najbolj priljubljena turistična destinacija na otoku Saaremaa. Mestni park je naravni rezervat s številnimi rastlinskimi vrstami. |
| Baltski klif                                                                                  | Päite cliff           | Western Estonia | 2004       | vii, viii, ix, x (naravno) | Baltski klif je apnenčasta pečina, 250 kilometrov njegove dolžine leži v Estoniji. Pečina razgalja sedimentne kamnine, stare do 500 milijonov let, ki jih tektonski procesi niso poškodovali in vsebujejo obilico dobro ohranjenih fosilov. Služijo kot dragocena osnova za kompilacijo regionalne in lokalne stratigrafske klasifikacije kambrija in ordovicija.                        |
| Gozdnati travniki (Laelatu, Kalli-Nedrema, Mäepea, Allika, Tagamõisa, Loode, Koiva, Halliste) | Laelatu Wooded Meadow | osem lokacij    | 2004       | (mešano)                   | Gozdnati travniki so redke lesne površine, ki jih redno kosimo ali pasemo. Podobni so parkom, vendar obstajajo že tisočletja in so bili ključni pri podpori živinoreje. V tej nominaciji je izbranih osem reprezentativnih travnikov. |